# Rabodanges

Rabodanges este o comună în departamentul Orne, Franța. În 1 ianuarie 2018 avea o populație de 179 de locuitori.